# ساجد مير
ساجد مير هو باحث إسلامي باكستاني ينتمي إلى حركة أهل الحديث وسياسي، وهو عضو في مجلس الشيوخ الباكستاني. وشغل منصب رئيس لجنة مجلس الشيوخ الباكستاني للعلوم والتكنولوجيا. وتولى رئاسة جمعية أهل الحديث لفترة طويلة.

## سيرته
حصل على درجة الماجستير في الأدب الإنجليزي من جامعة البنجاب عام 1960، ثم حصل على درجة الماجستير في الدراسات الإسلامية من نفس الجامعة عام 1969.
ينتمي إلى مقاطعة البنجاب في باكستان، انتُخب لمجلس الشيوخ الباكستاني في مارس 2009 على مقعد محجوز للتكنوقراط والعلماء كمرشح للرابطة الإسلامية الباكستانية (ن). وهو رئيس لجنة مجلس الشيوخ الباكستاني للعلوم والتكنولوجيا، وعضو لجان مجلس الشيوخ للقواعد الإجرائية والامتيازات، واللجنة الوظيفية لضمانات الحكومة، ولجنة الباكستانيين في الخارج ولجنة تنمية الموارد البشرية. وهو أيضا أمير جمعية أهل الحديث.
ألَّف العديد من الكتب والمقالات باللغة الأردية أغلبها متعلق بمقارنة الأديان والمذاهب والطوائف.

## وفاته
توفي ساجد مير في 3 مايو 2025 بسبب نوبة قلبية وكان عمره 86 عامًا.